# Bella Vista (Maldonado)

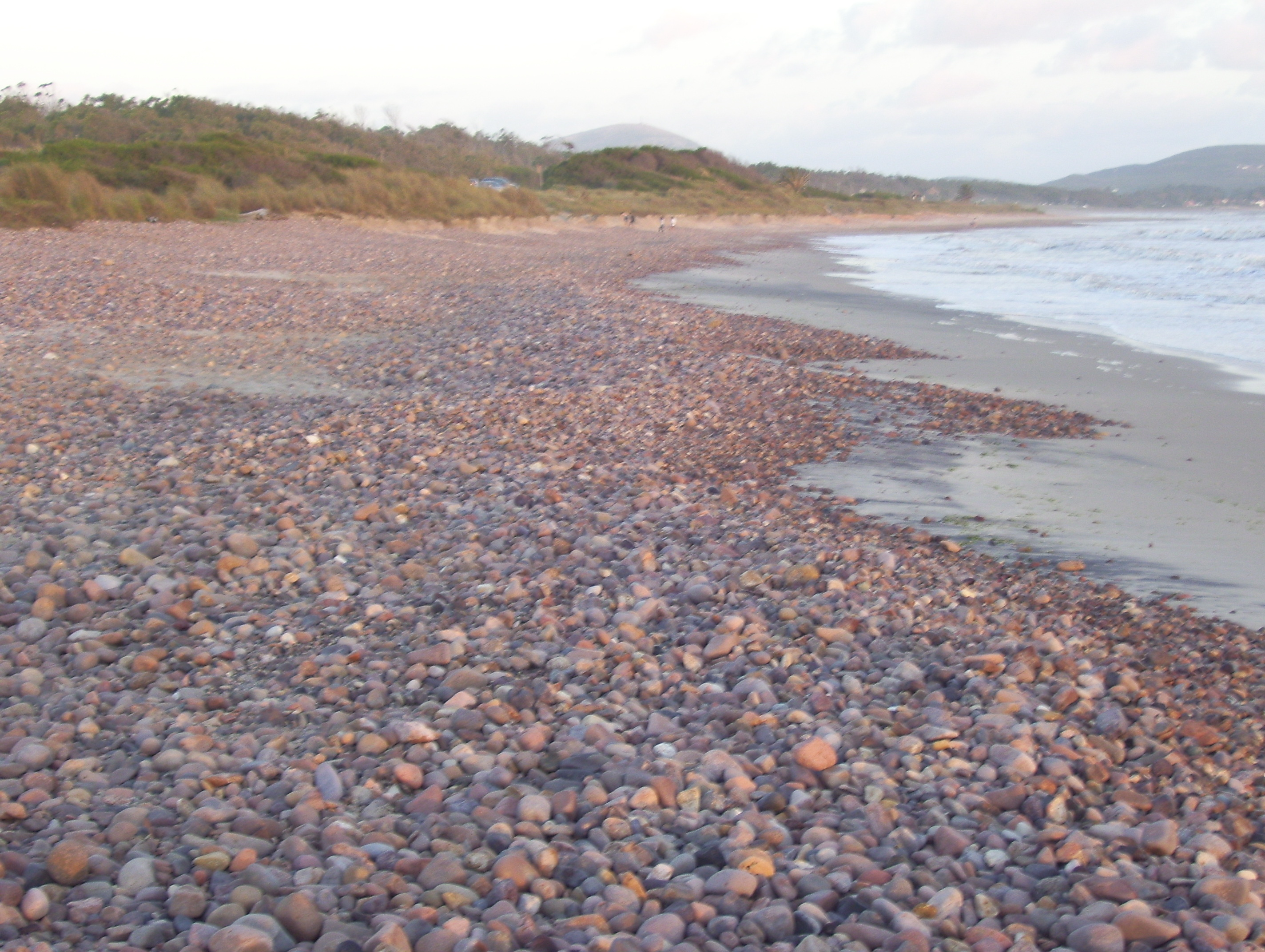
Playa de Bella Vista.

Bella Vista es un balneario uruguayo departamento de Maldonado. Forma parte del municipio de Solís Grande.

## Ubicación
El balneario se encuentra ubicado al suroeste del departamento de Maldonado, sobre las costas del Río de la Plata y a la altura del km 85.500 de la ruta 10. Está delimitado por el arroyo Espinas al oeste, y por el arroyo Las Flores al este, a su vez estos arroyos sirven de límite con los balnearios de Solís y Las Flores respectivamente. La ciudad más próxima es Piriápolis, ubicada unos 10 km al este.

## Características
La playa del balneario tiene una extensión aproximada de 3 km entre los arroyos Espinas y Las Flores. Se caracteriza por ser una playa angosta, y está protegida hacia el norte por pequeñas barrancas arenosas. Su suelo se caracteriza por estar cubierto con cantos rodados. Se trata además de un excelente pesquero.

## Historia
Los terrenos de este balneario fueron en sus comienzos de Jorge Aznárez, propietario además de la empresa Rausa que operaba en la zona. Estos terrenos se fueron heredando y con el tiempo se vendieron. Los primeros pobladores fueron los obreros que trabajaban para la empresa Rausa y que llegaron alrededor de 1930. Posteriormente se construyó la hostería, llamada en sus comienzos «La Boya», a su alrededor se fueron construyendo viviendas de veraneo y así se fue formando el balneario.

## Población
Según el censo de 2011 el balneario contaba con una población de 141 habitantes.
| 79            | 102 | 112 | 141 | 145 | 141 |
| (Fuente: INE) |     |     |     |     |     |